# Núcleo de Doutrinação e Ação Socialista
O Núcleo de Doutrinação e Acção Socialista foi uma organização política portuguesa de oposição à ditadura do Estado Novo. Foi fundada em Lisboa em dezembro de 1942 por um grupo de estudantes universitários e mais tarde alargada a Coimbra. Entre os membros, alguns deles filhos de dirigentes da esquerda republicana durante a I República, estavam José Magalhães Godinho, Vitorino Magalhães Godinho, Afonso Costa Filho, Mário de Castro, Gustavo Soromenho, António Macedo, Mário Cal Brandão, Artur Santos Silva, Paulo Quintela, José Joaquim Teixeira Ribeiro e Fernandes Martins. Em 1944, a organização juntou-se à União Democrática para formar a União Socialista.